# Vodní dílo Kryry
Vodní dílo Kryry je plánovaná přehrada na říčním kilometru 1,5 Podvineckého potoka ve správním území města Kryry v okrese Louny v Ústeckém kraji. Její výstavba se předpokládá v letech 2034–2041.
Přehradní nádrž by kromě zásobního účelu (nadlepšování průtoků v povodí Blšanky a Rakovnického potoka, zemědělské zavlažování) měla mít retenční účel (ochrana města Kryry a sídel podél Blšanky) a také využití pro rybolov, rekreaci či výrobu elektrické energie.
Plány na výstavbu přehrady sahají do roku 1970, kdy se objevila ve Směrném vodohospodářském plánu. Od roku 2019 je snaha o rychlejší realizaci nádrže v souvislosti se suchem a s ním spojeným problémům se zásobováním vodou. Přehradní nádrž by měla mít rozlohu 123,6 ha s celkovým objem 8,95 milionu m³.

## Odkazy

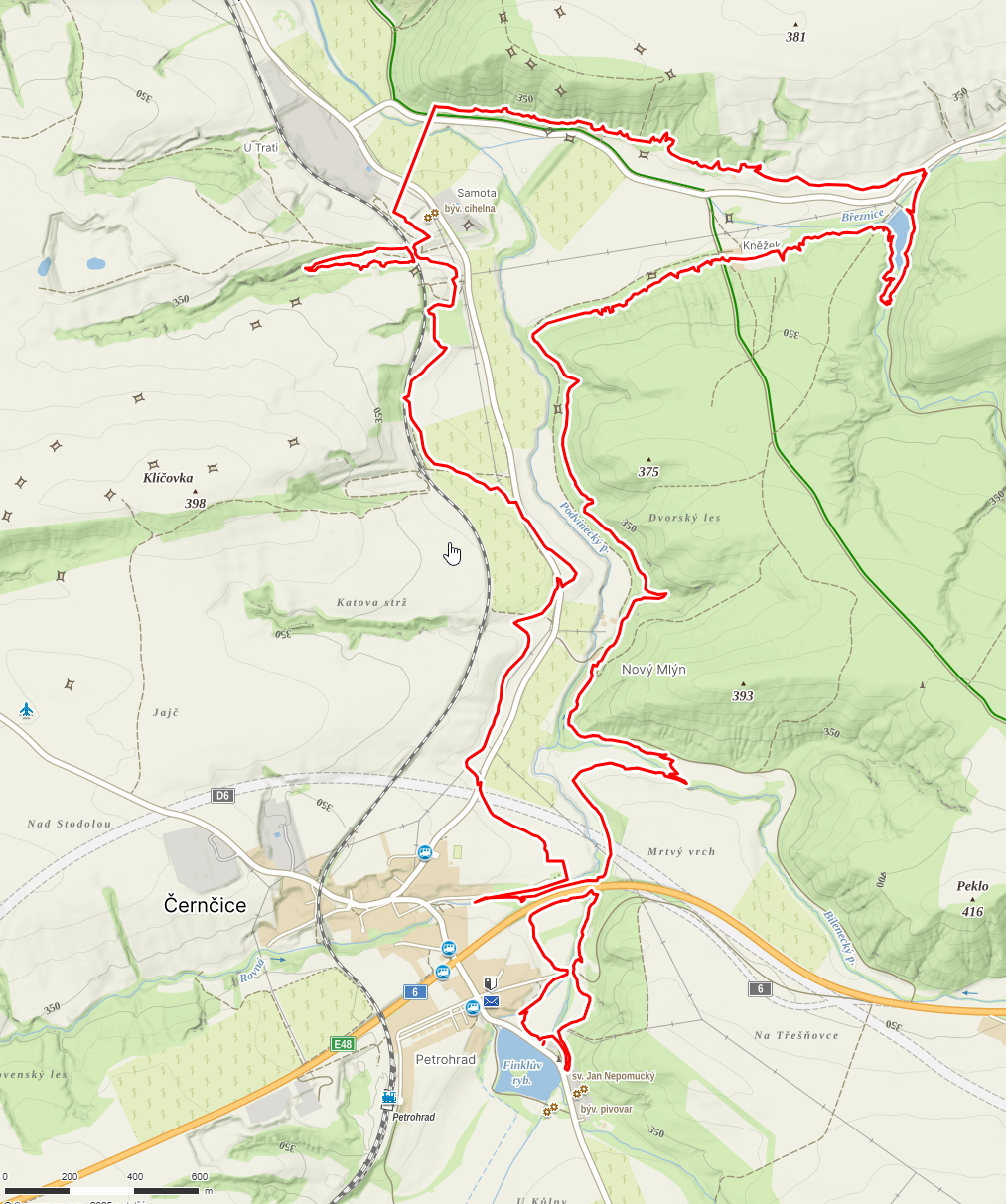
Mapa rozsahu uvažované přehradní nádrže